# Grażyna Bałtruszajtys
Grażyna Maria Bałtruszajtys-Piotrowska – polska prawniczka, historyk prawa, doktor habilitowany nauk prawnych, profesor nadzwyczajny Wydziału Prawa i Administracji Uniwersytetu Warszawskiego.

## Życiorys
Jest profesorem w Instytucie Historii Prawa Wydziału Prawa i Administracji Uniwersytetu Warszawskiego. Specjalizuje się w historii powszechnej państwa i prawa.

## Wybrane publikacje
- Nauka prawa na odrodzonym Uniwersytecie Warszawskim. Materiały z sesji, maj 1988, Warszawa: Wydawnictwa Uniwersytetu Warszawskiego, 1991.
- Prawo wczoraj i dziś. Studia dedykowane profesor Katarzynie Sójce-Zielińskiej, Warszawa: „Liber”, 2000.
- Profesorowie Wydziału Prawa i Administracji Uniwersytetu Warszawskiego 1808–2008 (red.), Warszawa: Wydawnictwo Prawnicze LexisNexis, 2008.
- Samodzielni pracownicy naukowi Uniwersytetu Warszawskiego w latach 1945–1961. Dane biograficzne, Warszawa: Wydawnictwa UW, 1962.
- Sądownictwo komisji skarbowych w sprawach handlowych i przemysłowych (1764–1794), Warszawa: Wydawnictwa UW, 1977.
- Wybór źródeł do historii prawa sądowego czasów nowożytnych (red.), Warszawa: „Liber”, 1996, 2002.
- Zarys dziejów Wydziału Prawa i Administracji Uniwersytetu Warszawskiego 1808–2008, Warszawa: Wydawnictwo Prawnicze LexisNexis, 2008[2].